# Maria Clár
Maria Clara de Carvalho Teixeira Gomes dos Santos, mais conhecida pelo nome artístico Maria Clár (Lamego, 28 de Outubro de 1930 - ) é uma pintora portuguesa de estilo neofigurativo, discípula de Joaquim Lopes e Alberto de Sousa. Expôs seus trabalhos na década de 1970 na cidade Porto, Matosinhos e em Lisboa.